# Typhlacontias kataviensis
Typhlacontias kataviensis là một loài thằn lằn trong họ Scincidae. Loài này được Broadley mô tả khoa học đầu tiên năm 2006.